# Vila Nova FC (ES)
Der Vila Nova Futebol Clube ist ein brasilianischer Fußballverein aus Vila Velha im Bundesstaat Espírito Santo. 

## Geschichte
Der Verein wurde 2007 von Luciano Tadino gegründet, der zugleich auch als Cheftrainer amtiert. Seine Aktivitäten liegen von seiner Gründung an auf der Förderung des Frauenfußballs. Er gewann die erste 2010 gestartete Staatsmeisterschaft der Frauen und ist aktuell mit neun Titeln ihr Rekordhalter. Auch im Brasilien populären Kleinfeldfußball (Futebol 7) ist er erfolgreich.

## Erfolge
| Staatsmeisterschaft von Espírito Santo | (9×): | 2010, 2015, 2016, 2017, 2018, 2019, 2021, 2022, 2023 |

## Stadion
Der Verein trägt seine Heimspiele im Estádio Kleber Andrade  in Cariacica aus, das ein Fassungsvermögen von 21.000 Personen aufweist.